# 魂の箱
魂の箱（たましいのはこ）は、中村一義のボックス・セット。2011年4月13日にFIVE D plusから発売された。

## 概要
デビューアルバム『金字塔』から100sの『世界のフラワーロード』まで、中村一義がリリースしてきたアルバム7枚に、初CD化のデモ音源集1枚、アルバム未収録楽曲集2枚の計10枚のCDと中村一義と100sのミュージックビデオを収録したDVDが1枚が収録されている。中村のキャリアを総括するベスト・アルバム『最高宝』との同時発売である。

## 収録内容
ディスク1から7までは順に金字塔、太陽、ERA、100s、OZ、ALL!!!!!!、世界のフラワーロードの再録である。

### ディスク8
ディスク8の内容は「未発表 / DEMO音源集」である。
1. 主題歌（Demo@状況が裂いた部屋）
2. 魂の本（Acoustic Demo@状況が裂いた部屋）
3. 笑顔（Acoustic Demo@状況が裂いた部屋）
4. 最高（Acoustic Ver．@状況が裂いた部屋）
5. 1,2,3（Acoustic Demo@状況が裂いた部屋）
6. 素晴らしき世界（Prototype@状況が裂いた部屋）
7. キャノンボール（CM-Prototype@状況が裂いた部屋）
8. セブンスター（Acoustic Demo@状況が裂いた部屋）
9. Honeycom．ware（Demo@状況が裂いた部屋）
10. Sonata（Demo@状況が裂いた部屋）
11. 希望（Demo@100st．）
12. ももとせ（Session Demo@100st．）
13. フラワーロード（Prototype@100st．）
14. 愛すべき天使たちへ（Acoustic Ver．@100st．）

### ディスク9
ディスク9とディスク10はアルバム未収録音源集である。
1. ホッパーとポッパー
2. いっせーのせっ！（山登り編）
3. 天才とは（孤高の天才編）
4. 永遠なるもの（管弦楽器編）
5. 永遠なるもの（ちょい短編）
6. 主題歌
7. 金字塔
8. 最果てにて
9. ジュビリー（RX-78 Prototype）
10. 威風堂々（弾き語り）
11. ハレルヤ（シングル・ヴァージョン）
12. 恋は桃色
細野晴臣のカヴァー。

### ディスク10
1. ひととき（インタールード）
2. メロウ（タジマRemix）
3. ショートホープ（両切りVersion）
4. 犬と猫（RIJF．2001 Ver．）
5. キャノンボール（RIJF．2001 Ver．）
6. セブンスター（アコースティック Ver．）
7. オーライエー
8. 恋は桃色（haku-ai-haku 2002．5．21 Ver．）
9. ハレルヤ（haku-ai-haku 2002．5．21 Ver．）
10. 新世界（haku-ai-haku 2002．5．16 Ver．）
11. 初終
12. シンガロング（LIVE）
13. なぁ、未来。（LIVE）

### ディスク11
ディスク11はミュージックビデオを収録したDVD。
1. 犬と猫
2. 街の灯
3. 天才とは
4. 永遠なるもの
5. 主題歌
6. 金字塔
7. 魂の本
8. そこへゆけ
9. 笑顔
10. 生きている
11. ジュビリー
12. 1,2,3
13. ショートホープ
14. 君ノ声
15. キャノンボール
16. セブンスター
17. 新世界
18. Ａ
19. Honeycom．ware
20. 希望
21. ももとせ
22. そりゃそうだ
23. モノアイ
24. 愛すべき天使たちへ（Acoustic Ver.）